# Соколиный Камень (Сысертский городской округ)
Соколиный Камень — скала в Сысертском районе Свердловской области, геоморфологический природный памятник.

## Географическое положение
Скала Соколиный Камень расположена на юге Сысертского городского округа и Сысертского района Свердловской области, на восточном берегу Казачьего болота, в 11 километрах на запад-северо-запад от села Никольского.

## Описание
Скала высотой более 20 метров состоит из гнейса. Скала является геоморфологическим природным памятником.

## Ссылка
- Камень Соколиный